# Good Riddance (album)
Good Riddance è il primo album in studio della cantautrice statunitense Gracie Abrams, pubblicato il 24 febbraio 2023 dalla Interscope.

## Accoglienza
| Recensione           | Giudizio |
| -------------------- | -------- |
| AllMusic             |          |
| Clash                | 8/10     |
| NME                  |          |
| Pitchfork            | 6.2/10   |
| The Line of Best Fit | 7/10     |

Good Riddance ha ottenuto recensioni generalmente positive da parte della critica specializzata. Su Metacritic, sito che assegna un punteggio normalizzato su 100 in base a critiche selezionate,  l'album ha ottenuto un punteggio medio di 73 basato su sei recensioni.

## Tracce
Testi e musiche di Gracie Abrams e Aaron Dessner, eccetto dove indicato.
1. Best – 3:53
2. I Know It Won't Work – 4:05
3. Full Machine – 4:15
4. Where Do We Go Now? – 4:04
5. I Should Hate You – 4:18
6. Will You Cry? – 3:50
7. Amelie – 4:19
8. Difficult – 4:18
9. This Is What the Drugs Are For – 4:05
10. Fault Line – 4:27
11. The Blue – 5:00
12. Right Now – 5:50 (Abrams, Dessner, Brian Eno)

Tracce bonus dell'edizione deluxe
1. Block Me Out – 4:09
2. Unsteady – 4:11
3. 405 – 3:02
4. Two People – 4:13 (Abrams, Dessner, Delancey)

## Classifiche
| Classifica (2023) | Posizione massima |
| ----------------- | ----------------- |
| Australia         | 30                |
| Austria           | 63                |
| Canada            | 55                |
| Belgio (Fiandre)  | 41                |
| Francia           | 113               |
| Germania          | 19                |
| Irlanda           | 4                 |
| Nuova Zelanda     | 40                |
| Regno Unito       | 3                 |
| Spagna            | 55                |
| Stati Uniti       | 52                |
| Svizzera          | 92                |